# Stazione di Guro
La stazione di Guro (구로역 - 九老驛, Guro-yeok) è una stazione della metropolitana di Seul servita dalla linea 1 (gestita da Korail), che utilizza i binari della linea Gyeongbu e della linea Gyeongin, che si origina da questa stazione. La stazione si trova nel quartiere di Guro-gu.

## Linee
Korail
■ Linea Gyeongbu (infrastruttura)
■ Linea Gyeongin (infrastruttura)
● Linea 1 141 (servizio)

## Struttura
La stazione è costituita da quattro banchine a isola e una laterale, con un totale di nove binari passanti in superficie. A fianco del binario 9 sono presenti due binari di transito per i treni di classe superiore che non fermano a Guro.
| 1   | ● Linea Gyeongbu                         | Locali              | per Yongsan, Seul, Cheongnyangni, Università Gwangwoon              |
| 2   | ● Linea Gyeongin (da qui Linea Gyeongbu) | Locali              | per Seul, Cheongnyangni, Uijeongbu, Soyosan                         |
| 3   | ● Linea Gyeongbu                         | Locali              | per Suwon, Seodongtan, Juan, Sinchang                               |
| 4   | ● Linea Gyeongin                         | Locali              | per Bucheon, Bupyeong, Juan e Incheon                               |
| 5   | ● Linea Gyeongbu                         | Espressi            | per Sindorim, Yeongdeungpo, Noryangjin e Yongsan                    |
| 5   | ● Linea Gyeongbu                         | Gwangmyeong Shuttle | per Sindorim e Yeongdeungpo                                         |
| 5   | ● Linea Gyeongbu                         | parte da qui        |                                                                     |
| 6-7 | ● Linea Gyeongin                         | Espressi            | per Yeongdeungpo, Yongsan, Bupyeong e Dong-Incheon                  |
| 6-7 | ● Linea Gyeongin                         | Espressi            | per Sindorim, Yeongdeungpo, Noryangjin e Yongsan                    |
| 6-7 | ● Linea Gyeongin                         | Locali              | per Seul, Cheongnyangni, Uijeongbu e Soyosan                        |
| 6-7 | ● Linea Gyeongin                         | parte da qui        |                                                                     |
| 8   | ● Linea Gyeongin                         | Espressi            | per Bucheon, Bupyeong, Juan, Dong-Incheon                           |
| 8   | ● Linea Gyeongin                         | Locali              | per Bucheon, Bupyeong, Juan, Incheon                                |
| 9   | ● Linea Gyeongbu                         | Espressi            | per Anyang, Suwon, Pyeongtaek e Cheonan                             |
| 9   | ● Linea Gyeongbu                         | Gwangmyeong Shuttle | per Gasan Digital Complex, Doksan, Geumcheon-gucheong e Gwangmyeong |
| 9   | ● Linea Gyeongbu                         | Locali              | Suwon, Seodongtan, Cheonan e Sinchang                               |
| 9   | ● Linea Gyeongbu                         | parte da qui        |                                                                     |

## Stazioni adiacenti
| «                      | Servizio           | »                     |
| Linea 1 (Gyeongbu)     | Linea 1 (Gyeongbu) | Linea 1 (Gyeongbu)    |
| ---------------------- | ------------------ | --------------------- |
| Sindorim               | Locale Espresso A  | Gasan Digital Complex |
| L'espresso B non ferma |                    |                       |
| Linea 1 (Gyeongin)     |                    |                       |
| Sindorim               | Locale             | Guil                  |
| Sindorim               | Espresso B         | Yeokgok               |
| Sindorim               | Espresso A         | Bucheon               |